# Collège Diwan Kemper
 (août 2022).
La mise en forme du texte ne suit pas les recommandations de Wikipédia : il faut le « wikifier ».
Les points d'amélioration suivants sont les cas les plus fréquents. Le détail des points à revoir est peut-être précisé sur la page de discussion.
- Les titres sont pré-formatés par le logiciel. Ils ne sont ni en capitales, ni en gras.
- Le texte ne doit pas être écrit en capitales (les noms de famille non plus), ni en gras, ni en italique, ni en « petit »…
- Le gras n'est utilisé que pour surligner le titre de l'article dans l'introduction, une seule fois.
- L'italique est rarement utilisé : mots en langue étrangère, titres d'œuvres, noms de bateaux, etc.
- Les citations ne sont pas en italique mais en corps de texte normal. Elles sont entourées par des guillemets français : « et ».
- Les listes à puces sont à éviter, des paragraphes rédigés étant largement préférés. Les tableaux sont à réserver à la présentation de données structurées (résultats, etc.).
- Les appels de note de bas de page (petits chiffres en exposant, introduits par l'outil «  Source ») sont à placer entre la fin de phrase et le point final[comme ça].
- Les liens internes (vers d'autres articles de Wikipédia) sont à choisir avec parcimonie. Créez des liens vers des articles approfondissant le sujet. Les termes génériques sans rapport avec le sujet sont à éviter, ainsi que les répétitions de liens vers un même terme.
- Les liens externes sont à placer uniquement dans une section « Liens externes », à la fin de l'article. Ces liens sont à choisir avec parcimonie suivant les règles définies. Si un lien sert de source à l'article, son insertion dans le texte est à faire par les notes de bas de page.
- La présentation des références doit suivre les conventions bibliographiques. Il est recommandé d'utiliser les modèles {{Ouvrage}}, {{Chapitre}}, {{Article}}, {{Lien web}} et/ou {{Bibliographie}}. Le mode d'édition visuel peut mettre en forme automatiquement les références.
- Insérer une infobox (cadre d'informations à droite) n'est pas obligatoire pour parachever la mise en page.

Pour une aide détaillée, merci de consulter Aide:Wikification.
Si vous pensez que ces points ont été résolus, vous pouvez retirer ce bandeau et améliorer la mise en forme d'un autre article.
 (août 2022).
Le collège Diwan (/ˈdiwɑ̃n/)  Kemper Jakez Riou est un collège privé sous contrat d'association avec l'Etat. Les cours y sont dispensés en breton selon le principe de l'immersion linguistique, dans le respect des programmes officiels. La vie de l'établissement se fait, elle aussi, en langue bretonne.
L'établissement est l'un des six collèges du réseau Diwan, Conformément à la charte de Diwan, il est ouvert à tous et laïque.
Les élèves proviennent des écoles Diwan de toute la Cornouaille  ainsi que de différentes écoles primaires bilingues publiques (Douarnenez, Plomeur, Plozevet par exemple).

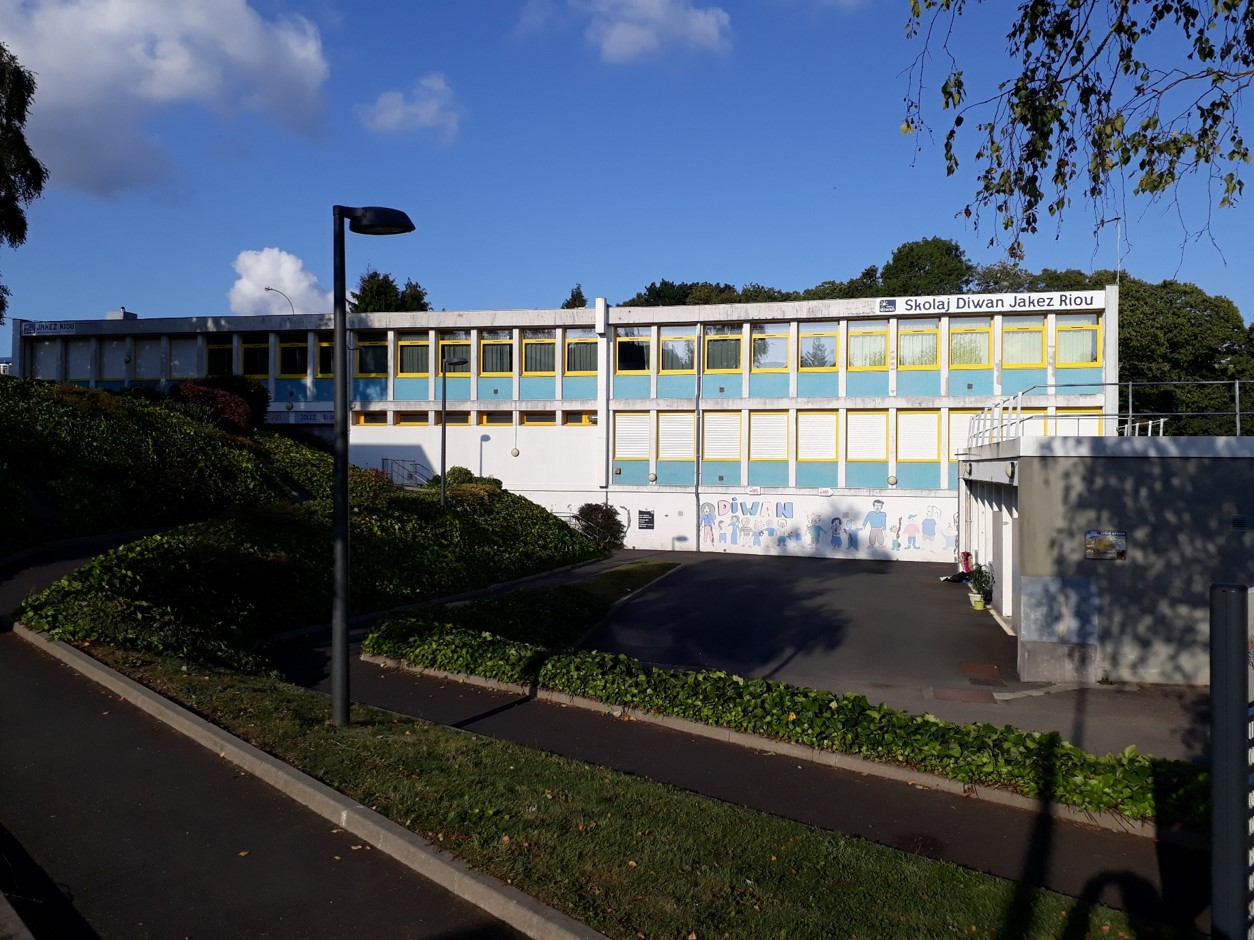
Le collège Diwan Jakez Riou.

## Histoire du collège
- Septembre 1997 : le collège Diwan[6] de Quimper ouvrait dans l'ancien séminaire de Kerfeunteun. Il était alors rattaché au collège Diwan Roparz Hemon du Relecq-Kerhuon (aujourd'hui appelé collège Diwan Penn-ar-Bed)[7]. La quasi-totalité des collégiens étaient internes, même ceux qui habitaient à Quimper.

Le collège Diwan de Vannes ouvre en 1999, jusqu’alors, les élèves du Pays vannetais et même nantais venaient jusqu'à Quimper.
- Septembre 2004 : le collège déménage à Penhars (Quimper), dans l'ancienne école de Kermoysan, auparavant nommée école Louis Hemon. L'internat du collège était alors installé au centre de vacances de Berry-Tudy à l'Ile Tudy (2004-2006) et ensuite à la Chambre des Métiers du Finistère (2006- 2008). À la suite de la rénovation du site de Cuzon, l'internat déménage au centre Kerheol de l'ULAMIR au bourg de Plogastel Saint-Germain à partir de la rentrée scolaire 2008. L'internat se retrouve une nouvelle fois à l'Ile Tudy en 2019 et cherche une solution pérenne sur Penhars[8].

- 2005 : En l' honneur de l'écrivain de Lothey, le collège prend le nom de "Skolaj Diwan Jakez Riou” [9], Il devient indépendant du Releg-Kerhuon peu après.

Pour le vingtième anniversaire du collège, en 2017, en hommage à Martial Ménard, le CDI du collège prend son nom.
Les effectifs du collège ont régulièrement cru depuis sa création. (54 élèves en 1997, 180 aujourd'hui)
En 2016, l'établissement obtient les parmi les meilleurs résultats de Bretagne au DNB. Le taux de mentions notamment est supérieur à ceux de l'académie,.

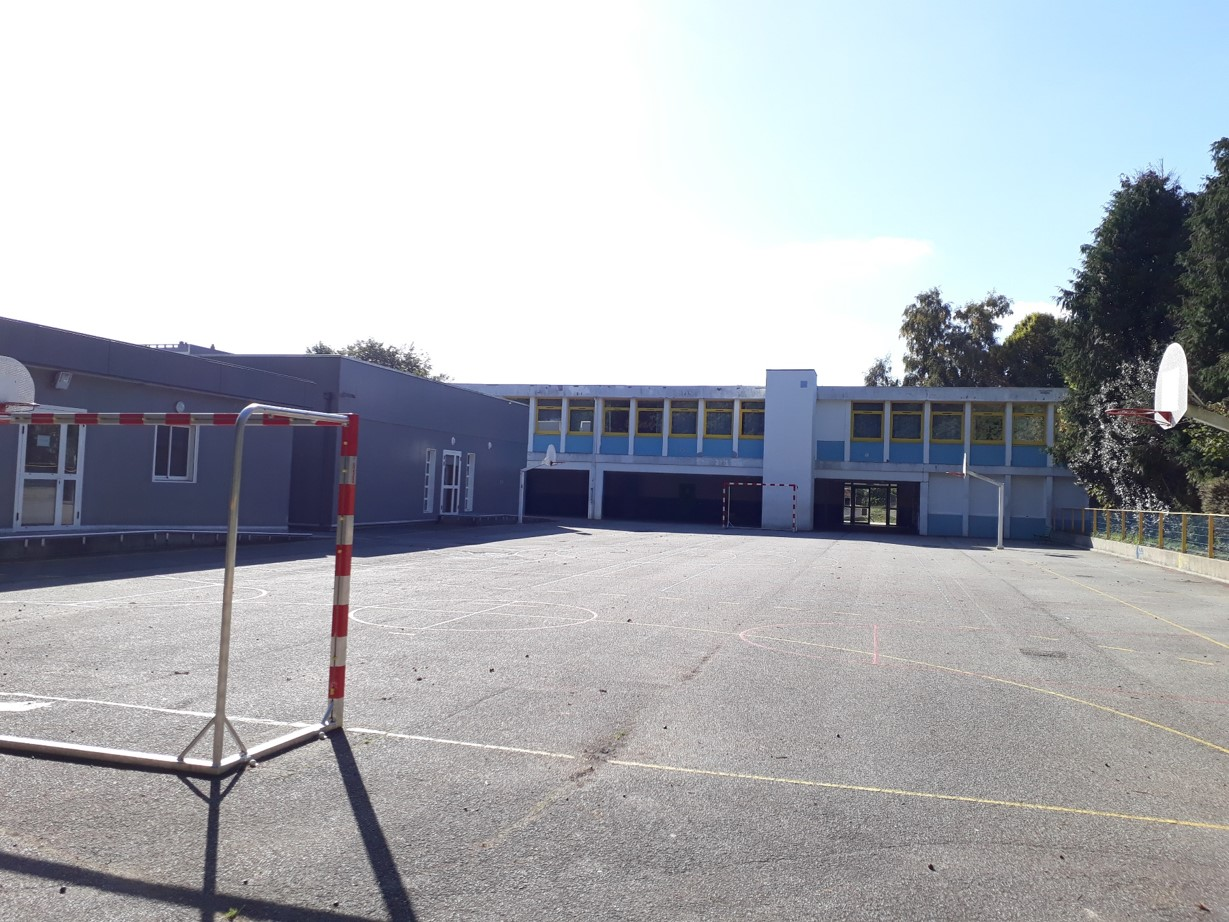
La cour du collège.

## Direction du collège
Yann Fañch Jacq assurait la direction lors des deux premières années. Elle fut tenue ensuite par Padrig an Habask  (1999-2016). Depuis septembre 2016, le directeur est Erwan ar Berr.